# Armeegruppe Hoth
De Armeegruppe Hoth was een Duitse Armeegruppe in de Tweede Wereldoorlog, genoemd naar de bevelhebber, Generaloberst Hermann Hoth. De Armeegruppe kwam in actie vanaf het begin van het Sovjet-offensief rond Stalingrad in november 1942 tot januari 1943.

## Krijgsgeschiedenis
Op 22 november 1942 werd de Armeegruppe Hoth opgericht door het 4e Roemeense Leger onder bevel te stellen van het 4e Pantserleger.
Nadat op 19 november de Sovjets een offensief begonnen rond Stalingrad, werd het front van het 4e Roemeense Leger snel opengescheurd. Delen werden in de omsingeling van Stalingrad geduwd. De resten werden onder bevel van Generaloberst Hoth gebracht, om daarmee aan de zuidzijde van Stalingrad eenheid van commando te garanderen. Tijdens Operatie Wintergewitter van 12 tot 23 december 1942 probeerde de Armeegruppe de Duitse troepen in Stalingrad nog te ontzetten, maar dit mislukte. Toen de Sovjets eind december terugsloegen, werden de Roemeense troepen nogmaals hard geraakt. Vlak daarna werd het 4e Roemeense Leger teruggetrokken van het front.
Vóór medio januari 1943 werd de Armeegruppe Hoth opgeheven, nadat het 4e Roemeense Leger vertrokken was, waarbij het 4e Pantserleger alleen overbleef.

## Commandant
| Rang          | Naam         | Begin            | Eind                      |
| ------------- | ------------ | ---------------- | ------------------------- |
| Generaloberst | Hermann Hoth | 22 november 1942 | eerste helft januari 1943 |